# Лука Сучич
Лу́ка Су́чич (хорв. Luka Sučić, нар. 8 вересня 2002, Лінц) — австрійський і хорватський футболіст, півзахисник іспанського клубу «Реал Сосьєдад» і збірної Хорватії.

## Клубна кар'єра
Народився 8 вересня 2002 року в австрійському Лінці в родині боснійських хорватів-біженців з Бугойна. 
З дитинства займався футболом, 2016 року приєднався до академії «Ред Булла». З 2019 року почав залучатися до лав «Ліферінга», фарм-клуба зальцбурзців, що грав у другій австрійській лізі, а наступного року дебютував в офіційних іграх за головну команду «Ред Булла».
26 вересня 2023 року матч другого раунду Кубка Австрії проти «Аустрії» (Зальцбург) став для нього ювілейним, 100-им, в складі «Ред Булла».
1 серпня 2024 року перспективного півзахисника за 10 млн євро купив іспанський клуб «Реал Сосьєдад».

## Виступи за збірні
На рівні збірних мав можливість грати за команди Австрії, Боснії і Герцеговини та Хорватії, висловивши бажання захищати кольори останньої. 
2017 року дебютував у складі юнацької збірної Хорватії (U-15), загалом на юнацькому рівні за команди різних вікових категорій взяв участь у 17 іграх, відзначившись 5-ма забитими голами.
У вересні 2021 року почав виступи за молодіжну збірну Хорватії.
| Дата       | Місто    | Господарі         | Результат | Гості              | Турнір                               | Голи | Примітки |
| ---------- | -------- | ----------------- | --------- | ------------------ | ------------------------------------ | ---- | -------- |
| 11-10-2021 | Осієк    | Хорватія          | 2 – 2     | Словаччина         | Відбір до ЧС 2022                    | -    | 85'      |
| 6-6-2022   | Спліт    | Хорватія          | 1 – 1     | Франція            | Ліга націй УЄФА 2022-2023 - 1-й етап | -    | 79'      |
| 13-6-2022  | Сен-Дені | Франція           | 0 – 1     | Хорватія           | Ліга націй УЄФА 2022-2023 - 1-й етап | -    | 90+1'    |
| 16-11-2022 | Ер-Ріяд  | Саудівська Аравія | 0 – 1     | Хорватія           | товариський матч                     | -    | 46'      |
| 21-11-2023 | Загреб   | Хорватія          | 1 – 0     | Вірменія           | Відбір до ЧЄ 2024                    | -    | 84'      |
| 3-6-2024   | Рієка    | Хорватія          | 3 – 0     | Північна Македонія | товариський матч                     | -    | 46'      |
| 8-6-2024   | Лісабон  | Португалія        | 1 – 2     | Хорватія           | товариський матч                     | -    | 54'      |
| 15-6-2024  | Берлін   | Іспанія           | 3 – 0     | Хорватія           | ЧЄ 2024 - груповий етап              | -    | 65'      |
| 19-6-2024  | Гамбург  | Хорватія          | 2 – 2     | Албанія            | ЧЄ 2024 - груповий етап              | -    | 46'      |
| 24-6-2024  | Лейпциг  | Хорватія          | 1 – 1     | Італія             | ЧЄ 2024 - груповий етап              | -    | 24' 70'  |
| 5-9-2024   | Лісабон  | Португалія        | 2 – 1     | Хорватія           | Ліга націй УЄФА 2024-2025 - 1-й етап | -    | 67'      |
| 8-9-2024   | Осієк    | Хорватія          | 1 – 0     | Польща             | Ліга націй УЄФА 2024-2025 - 1-й етап | -    | 46'      |
| Усього     |          | Матчів            | 12        |                    | Голів                                | 0    |          |

## Досягнення
- Чемпіон Австрії (3):

«Ред Булл»: 2020-21, 2021-22, 2022-23
- Володар Кубка Австрії (2):

«Ред Булл»: 2020-21, 2021-22
- Бронзовий призер чемпіонату світу: 2022

Особисті досягнення
- Гол місяця Ла-Ліги: жовтень 2024[3]